# Amintinus lootensi
Amintinus lootensi is een keversoort uit de familie boorkevers (Bostrichidae). De wetenschappelijke naam van de soort is voor het eerst geldig gepubliceerd in 1968 door Damoisem.